# Clinodiplosis infrequens
Clinodiplosis infrequens är en tvåvingeart som beskrevs av Fedotova 2003. Clinodiplosis infrequens ingår i släktet Clinodiplosis och familjen gallmyggor. Inga underarter finns listade i Catalogue of Life.